# Hal Rogers
Harold Dallas Rogers, detto Hal (Barrier, 31 dicembre 1937), è un politico e avvocato statunitense, membro della Camera dei Rappresentanti per lo stato del Kentucky dal 1981.

## Biografia
Nato e cresciuto nel Kentucky, Rogers si laureò in legge e per molti anni svolse la professione di avvocato.
Entrato in politica con il Partito Repubblicano, nel 1979 si candidò alla carica di vicegovernatore del Kentucky, ma venne sconfitto dalla democratica Martha Layne Collins. L'anno successivo Rogers si candidò alla Camera dei Rappresentanti per il seggio lasciato dal deputato Tim Lee Carter e riuscì a farsi eleggere. Da quel momento Rogers venne sempre riconfermato dagli elettori con ampio margine di scarto nei confronti degli avversari.
Hal Rogers è il deputato del Kentucky che vanta la maggiore anzianità. Dal primo matrimonio con Shirley, deceduta nel 1995, ebbe tre figli. Nel 1999 si sposò in seconde nozze con Cynthia Doyle Stewart, presentatagli l'anno precedente dall'allora governatore del Tennessee Don Sundquist.